# 黄井ぴかち
黄井 ぴかち（おうい ぴかち、11月24日 - ）は、日本の漫画家、イラストレーター。女性。

## 人物
一迅社の百合アンソロジー『キマシ！』に作品を寄せた際にコミック百合姫の編集者に声をかけられ、同誌2016年11月号より『デミライフ!』の連載を開始した。同じくコミック百合姫で、2018年8月号から2021年4月号にかけて『羽山先生と寺野先生は付き合っている』が連載された。
『魔法少女まどか☆マギカ』などの同人活動を行う際には桃屋 チカ（ももや チカ）の名を使用することもある。

## 作品

### 連載漫画
- 『デミライフ!』（『コミック百合姫』2016年11月号 - 2017年10月号）全2巻
- 『羽山先生と寺野先生は付き合っている』（『コミック百合姫』2018年8月号 - 2021年4月号）全4巻
- 『ピロートークは服を着て』（『コミック百合姫』2022年1月号 - 2022年12月号）※コミックエッセイ

### 読切漫画
- 『涼宿チェックイン!』（『まんがタイムきらら』2009年11月号 - 2010年1月号）※ぴかち名義
- 『キミにカケル!』（『まんがタイムきらら』2010年8月号 → 『まんがタイムきららCarat』2010年9月号 → 『まんがタイムきらら』2010年9月号、10月号）※ぴかち名義
- 百合アンソロジー dolce（2012年、マジキューコミックス）[3]※ぴかち名義
- 『ベストパートナー!』（『まんがタイムきらら☆マギカ』 Vol.2）[3]※桃屋チカ名義
- ヒャッコアンソロジー（2013年、フレックスコミックス）[3]
- 百合アンソロジー dolce due（2013年、マジキューコミックス）[3]※ぴかち名義
- キマシ!（2015年、百合姫コミックス）[3]
- パルフェ おねロリ百合アンソロジー（2017年、百合姫コミックス）[3]
- 百合ドリル（2018年、MFCキューンシリーズ）[3]
- ショコラ 社会人百合アンソロジー（2018年、百合姫コミックス）[3]
- 百合ドリル 難問編（2019年、MFCキューンシリーズ）[3]
- 百合ドリル 応用編（2019年、MFCキューンシリーズ）[3]
- マカロン アイドル百合アンソロジー（2019年、百合姫コミックス）[3]
- シロップ 社会人百合アンソロジー（2019年、アクションコミックス）[3]
- 百合ドリル 自由研究編（2020年、MFCキューンシリーズ）[4]
- 主従百合アンソロジー Rhodanthe（2020年、MFC）
- 百合ドリル 沼編（2021年、MFCキューンシリーズ）
- 『Year memory magica』（2021年、『魔法少女まどか☆マギカ 10th Anniversary Book Vol.3』）
- おっぱい百合アンソロジー2（2025年、MFC）※ぴかち名義